# 放課後のグランギニョル
『放課後のグランギニョル』（ほうかごのグランギニョル）は、天海杏菜による日本の漫画。
小学館のコミックアプリ『マンガワン』で2020年9月18日から、漫画配信サイト『裏サンデー』では2020年9月25日から配信が開始され、2021年7月9日まで連載された。

## あらすじ
孤島にある女子高、聖メイデア学園は放課後に生徒たちで殺し合いを行っていた（死んだ生徒たちは次の日の朝に生き返る）。
新入生の立華ゆいは、友人と共に放課後の殺し合いから抜け出す方法を探す。

## 登場人物
立華 ゆい（たちばな ゆい）
本作の主人公。聖メイデア学園に入学してきた高校一年生。ヘアピンをつけている。放課後の殺し合いに巻き込まれ、クレナ、ひもすと共に殺し合いから抜け出す方法を探す。
荒沼 クレナ（あらぬま くれな）
ゆいの同級生。リボンをつけたツインテールが特徴。自分とゆい以外の生徒が初日に死亡してしまったため、ゆいと行動するようになる。
黄昏坂 いろは（たそがれざか いろは）
聖メイデア学園の生徒会長。ゆいたちに放課後のルールを教える。生徒会のメンバーと共に殺し合いを行っている。
白鳥 ひもす（しらとり ひもす）
ゆいの同級生。ゆいのことが好きで、彼女にいきなりキスをする。ゆいを守るためにゆい、クレナと共に行動する。

## 書誌情報
- 天海杏菜『放課後のグランギニョル』 小学館〈裏少年サンデーコミックス〉、全3巻
  1. 2021年2月12日発売[3]、ISBN 978-4-09-850457-2
  2. 2021年6月10日発売[4]
  3. 2021年10月12日発売[5]